# Episodi di Nowhere Boys (terza stagione)
La terza stagione della serie televisiva Nowhere Boys, conosciuta col titolo Two Moons Rising e composta da 13 episodi, è stata trasmessa dal canale australiano ABC3 dall'11 novembre 2016 al 27 gennaio 2017.
In Italia la terza stagione è stata interamente pubblicata su Netflix il 12 novembre 2018.
| nº | Titolo originale         | Titolo italiano | Prima TV originale | Prima TV Italia  |
| -- | ------------------------ | --------------- | ------------------ | ---------------- |
| 1  | The New Boy              | Episodio 1      | 11 novembre 2016   | 12 novembre 2018 |
| 2  | What Happened to Bremin? | Episodio 2      | 11 novembre 2016   | 12 novembre 2018 |
| 3  | We Are Not Alone         | Episodio 3      | 18 novembre 2016   | 12 novembre 2018 |
| 4  | The Gang Find Magic      | Episodio 4      | 25 novembre 2016   | 12 novembre 2018 |
| 5  | Bates to the Rescue      | Episodio 5      | 2 dicembre 2016    | 12 novembre 2018 |
| 6  | Are We Home Yet          | Episodio 6      | 9 dicembre 2016    | 12 novembre 2018 |
| 7  | The Trouble with Ben     | Episodio 7      | 16 dicembre 2016   | 12 novembre 2018 |
| 8  | Back to the Empty World  | Episodio 8      | 23 dicembre 2016   | 12 novembre 2018 |
| 9  | The Truth Spell          | Episodio 9      | 30 dicembre 2016   | 12 novembre 2018 |
| 10 | Unwanted Visitors        | Episodio 10     | 6 gennaio 2017     | 12 novembre 2018 |
| 11 | The Search for Atridax   | Episodio 11     | 13 gennaio 2017    | 12 novembre 2018 |
| 12 | Birth of the Mega Demon  | Episodio 12     | 20 gennaio 2017    | 12 novembre 2018 |
| 13 | The Battle for Bremin    | Episodio 13     | 27 gennaio 2017    | 12 novembre 2018 |